# Земљотрес у Каиру 1992.
Земљотрес у Каиру 1992. године догодио се у 15:09 по локалном времену 12. октобра, са епицентром у близини Дахшура, 35 км јужно од Каира. Земљотрес је имао магнитуду 5,8, али је био изузетно деструктиван за своју величину, узрокујући 545 смртних случајева, 6.512 повређених и 50.000 људи је остало без крова над главом. Био је то најјачи сеизмички догађај на територији Каира од 1847. године.

## Геологија
Каиро је смештен унутар дифузне зоне раседа који се протеже од рифта Суецког залива до рифта Манзале у подножју делте Нила.

## Причињена штета
Области које су претрпеле највеће оштећење су Стари Каиро, Булак и јужне области око Нила чак до Герзе, на западној обали. Око 350 зграда је потпуно уништено, а 9.000 других је тешко оштећено. И узвештајима се наводи да је оштећено 216 џамија и 350 школа, а око 50.000 људи је остало без крова над главом. Већина озбиљних оштећења било је на старијим зиданим грађевинама, а посебно на оним које су изграђене од ћерпича. У многим областима око епицентра, пријављени су бројни случајеви ликвефакције тла.
Велики број смртних случајева и повреда (545 и 6.512) је делимично изазван због панике коју је проузроковао земљотрес у самом Каиру. Штета је пријављена на 212 од укупно од 560 историјских споменика на подручју Каира. Велики блок је пао са Велике пирамиде у Гизи.

## Карактеристике земљотреса
Земљотрес се осетио на подручју северног Египта, у Александрији, Порт Саиду и чак до Асјута на крајњем југу, као и на југу Израела. Накнадни потреси протезали су се око 11 km ка југоистоку од главног епицентра потреса, што указује на једносмерно раседно ширење. Процењена дужина раседа је такође 11 km. Земљотрес се састојао од два догађаја, други се јавио око 27 km југоисточно од првог.